# Черцы (Сумская область)
Черцы (укр. Черці) — село,
Козельненский сельский совет,
Недригайловский район,
Сумская область,
Украина.
Код КОАТУУ — 5923582907. Население по переписи 2001 года составляло 3 человека .

## Географическое положение
Село Черцы находится в 1 км от правого берега реки Ольшанка.
На расстоянии до 1,5 км расположены сёла Мерки, Тимченки и Саево.
По селу протекает пересыхающий ручей с запрудой.